# Cereté
Cereté ist eine kolumbianische Gemeinde (municipio) im Departamento Córdoba. Sie liegt etwa 18 Kilometer von Montería entfernt.

## Geographie
Die Gemeinde Cereté liegt in der Region Medio Sinú in Córdoba und wird vom Río Sinú durchflossen. Die Gemeinde grenzt im Norden an San Pelayo und Chimá, im Osten an Ciénaga de Oro, im Westen an Montería und im Süden an Montería und San Carlos.

## Bevölkerung
Die Gemeinde Cereté hat 94.355 Einwohner, von denen 54.923 im städtischen Teil (cabecera municipal) der Gemeinde leben (Stand: 2019).

## Geschichte
Cereté wurde 1721 von Jesuiten gegründet. Seit 1923 hat Cereté den Status einer Gemeinde.

## Sport
In Cereté waren die kurzlebigen Vereine Córdoba FC (2006–2008) und Atlético Córdoba (1997–1999) ansässig.

## Söhne und Töchter der Stadt
- Francisco Zumaqué (* 1945), Musiker
- Alfredo Morelos (* 1996), Fußballspieler